# NK Opatija
Nogometni klub Opatija hrvatski je nogometni klub iz Opatije osnovan 1911. godine. Jedan je od najstarijih klubova u Hrvatskoj.
U sezoni 2025./26. natječe se u 1. NL.

## Povijest
Početci organiziranog nogometa u Opatiji sežu u 1911. godinu, kada je osnovana opatijska podružnica nogometne sekcije Hrvatskog sokola, pod imenom Nogometni odjel Hrvatskog sokola Opatija – Volosko. Inicijativu je pokrenula grupa studenata Trgovačke akademije u Beču, slično splitskom Hajduku kojeg su studenti iste godine osnovali u Pragu.
Prvu službenu utakmicu Opatija je odigrala 14. svibnja 1911. godine na Sušaku, natječući se s nogometnom sekcijom tamošnjeg Sokola. 1912. Opatijski Nijemci osnovali su vlastitu momčad – Vorwärts. Suparništvo koje se odmah razvilo između dva kluba rezultiralo je nesuglasicama unutar Sokola, pa je na prijedlog Ivana Matetića Ronjgova, iz te ekipe u veljači 1913. stvoren zasebni sportski klub pod imenom Slavenski klub Opatija.
Opatiju su završetkom Prvoga svjetskoga rata okupirali Talijani. Godine 1921. dozvoljen je rad momčadi Športski klub Opatija. Klupsko ime od tada više nije sadržavalo riječ "Slavenski".
Ime Opatija zabranjeno je nakon dolaska fašista na vlast. Igrači od tada igraju pod imenom Olymp, no i to je ime nakon nedugog vremena zabranjeno. Fašisti su nastojali osnovati klub imena Club Calcio Abbazia, no igrači su zaigrali za Concordiju iz obližnje Rijeke. Godine 1929. osnovan je Club sportivo Virtus, klub čije ime nije sadržavalo talijanski naziv za Opatiju – Abbazia. Četiri godine kasnije diljem Italije dolazi do reforme sportskih organizacija tako da su svi klubovi djelovali pod okriljem organizacije Opera Nazionale Dopolavoro (OND). Time je osnovan Sezione Calcio OND "Abbazia". Klub je prestao postojati 1941.
Klub je obnovljen 1945. pod imenom Opatija.
Nakon osamostaljenja Hrvatske klub se počeo natjecati 1992. u 3. HNL – Zapad. Opatija je igrala u 2. HNL – Zapad u sezonama 1996./97. i 1997./98. Godine 2002. klub je sudjelovao u kvalifikacijama za 2. HNL, ali se nije uspio kvalificirati.
Opatija je osvojila 3. HNL – Zapad 2013./14., ali umjesto promocije u drugu ligu, u klubu su odlučili sljedeće sezone igrati u MŽNL NS Rijeka zbog neispunjavanja uvjeta za licenciranje.
Konačno se pridružio 2. HNL u sezoni 2020./21., a u istoj sezoni je i ispao iz te lige.

## Pregled plasmana po sezonama
| Sezona    | Rang | Liga                                    | Plasman |
| --------- | ---- | --------------------------------------- | ------- |
| 1950.     | V.   | Primorsko-goranska oblasna liga         | 8.      |
| 1951.     | IV.  | Primorsko-goranska oblasna liga         | 5.      |
| 1952.     | III. | Pokrajinska liga Rijeka                 | 1.      |
| 1952./53. | III. | Podsavezna liga Rijeka                  | 9.      |
| 1953./54. | IV.  | Podsavezna liga Rijeka                  | 8.      |
| 1954./55. | IV.  | Podsavezna liga Rijeka                  | 8.      |
| 1955./56. | III. | Podsavezna liga Rijeka                  | 5.      |
| 1956./57. | III. | Podsavezna liga Rijeka                  | 3.      |
| 1957./58. | III. | Podsavezna liga Rijeka                  | 4.      |
| 1958./59. | III. | Podsavezna liga Rijeka                  | 11.     |
| 1959./60. | IV.  | Podsavezna liga Rijeka                  | 1.      |
| 1960./61. | IV.  | Podsavezna liga Rijeka                  | 4.      |
| 1961./62. | IV.  | Podsavezna liga Rijeka                  | 6.      |
| 1962./63. | IV.  | Gradsko-kotarska liga Rijeka            | 2.      |
| 1963./64. | III. | Riječko-istarska zona – Riječka skupina | 9.      |
| 1964./65. | III. | Podsavezna liga Rijeka                  | 6.      |
| 1965./66. | III. | Riječko-istarska zona                   | 7.      |
| 1966./67. | III. | Riječko-istarska zona                   | 6.      |
| 1967./68. | III. | Riječko-pulska zona                     | 13.     |
| 1968./69. | III. | Riječko-pulska zona                     | 11.     |
| 1969./70. | III. | Riječko-pulska zona                     | 14.     |
| 1970./71. | III. | Riječko-pulska zona                     | 5.      |
| 1971./72. | III. | Riječko-pulska zona                     | 13.     |
| 1972./73. | III. | Riječko-pulska zona                     | 12.     |
| 1973./74. | IV.  | Riječko-pulska zona                     | 3.      |
| 1974./75. | IV.  | Riječko-pulska zona                     | 13.     |
| 1975./76. | IV.  | Riječko-pulska zona                     | 5.      |
| 1976./77. | IV.  | Riječko-pulska zona                     | 3.      |
| 1977./78. | IV.  | Riječko-pulska zona                     | 5.      |
| 1978./79. | IV.  | Regionalna liga Rijeka – Pula           | 6.      |
| 1979./80. | IV.  | Regionalna liga Rijeka – Pula           | 5.      |
| 1980./81. | IV.  | Regionalna liga Rijeka – Pula           | 12.     |
| 1981./82. | IV.  | Regionalna liga Rijeka – Pula           | 7.      |
| 1982./83. | IV.  | Regionalna liga Rijeka – Pula           | 1.      |
| 1983./84. | III. | Hrvatska liga – Zapad                   | 4.      |
| 1984./85. | III. | Hrvatska liga – Zapad                   | 5.      |
| 1985./86. | III. | Hrvatska liga – Zapad                   | 12.     |
| 1986./87. | III. | Hrvatska liga – Zapad                   | 10.     |
| 1987./88. | IV.  | II. hrvatska liga – Zapad               | 3.      |
| 1988./89. | IV.  | II. hrvatska liga – Zapad               | 7.      |
| 1989./90. | IV.  | Hrvatska liga – Zapad                   | 16.     |
| 1990./91. | V.   | Regionalna liga – Primorska skupina     | 2.      |
| 1992.     | III. | 3. HNL – Zapad – skupina A              | 6.      |
| 1992./93. | III. | 3. HNL – Zapad                          | 9.      |
| 1993./94. | III. | 3. HNL – Zapad                          | 12.     |
| 1994./95. |      |                                         |         |
| 1995./96. |      |                                         |         |
| 1996./97. | III. | 2. HNL – Zapad                          | 6.      |
| 1997./98. | II.  | 2. HNL – Zapad                          | 11.     |
| 1998./89. | III. | 3. HNL – Zapad                          | 8.      |
| 1999./00. | III. | 3. HNL – Zapad                          | 10.     |
| 2000./01. | III. | 3. HNL – Zapad                          | 4.      |
| 2001./02. | III. | 3. HNL – Zapad                          | 1.      |
| 2002./03. | III. | 3. HNL – Zapad                          | 3.      |
| 2003./04. | III. | 3. HNL – Zapad                          | 11.     |
| 2004./05. | III. | 3. HNL – Zapad                          | 9.      |
| 2005./06. | III. | 3. HNL – Zapad                          | 13.     |
| 2006./07. | IV.  | 4. HNL – Zapad                          | 7.      |
| 2007./08. | IV.  | 4. HNL – Zapad                          | 10.     |
| 2008./09. | IV.  | 4. HNL – Zapad                          | 3.      |
| 2009./10. | IV.  | 4. HNL – Zapad                          | 1.      |
| 2010./11. | III. | 3. HNL – Zapad                          | 7.      |
| 2011./12. | III. | 3. HNL – Zapad                          | 4.      |
| 2012./13. | III. | 3. HNL – Zapad                          | 5.      |
| 2013./14. | III. | 3. HNL – Zapad                          | 1.      |
| 2014./15. | IV.  | MŽNL NS Rijeka                          | 2.      |
| 2015./16. | III. | 3. HNL – Zapad                          | 9.      |
| 2016./17. | III. | 3. HNL – Zapad                          | 5.      |
| 2017./18. | III. | 3. HNL – Zapad                          | 2.      |
| 2018./19. | III. | 3. HNL – Zapad                          | 8.      |
| 2019./20. | III. | 3. HNL – Zapad                          | 1.      |
| 2020./21. | II.  | 2. HNL                                  | 7.      |
| 2021./22. | II.  | 2. HNL                                  | 16.     |
| 2022./23. | III. | 2. NL                                   | 7.      |
| 2023./24. | III. | 2. NL                                   | 1.      |
| 2024./25. | II.  | 1. NL                                   | 2.      |
| 2025./26. | II.  | 1. NL                                   |         |

## Vanjske poveznice
- Službena web-stranica
- Profil, HNS Semafor